# محمد الخانجي البوسنوي
محمد بن محمد بن محمد بن صالح هانجيتش البوسنوي (1324- 1364هـ / 1906 - 1944 م) هو عالم وأديب، من أهل البوسنة.
ولد في مدينة سراييفو، تلقى تعليمه الابتدائي والثانوي فيها ثم قصد مصر فالتحق بالأزهر وتخرج فيه سنة 1931م، وحصل على العالِمية في عام 1931م، ثم عاد إلي سراييفو وتم تعيينه معلمًا في مدرسة غازي خُسرو بك وتولى إدارة مكتبة غازي خسرو بك سنة 1937م.اختير هانجيتش ليعمل محاضرًا في الكلية الشرعية الإسلامية لمادتي التفسير وأصول الفقه، وقد أسس جمعية العلماء «الهداية» التي عملت تحت مظلتها جمعية «الشباب المسلم» أثناء حظرها في ظل الحكم الشيوعي، توفي في سراييفو عن نحو 38 عاما.

## آثاره

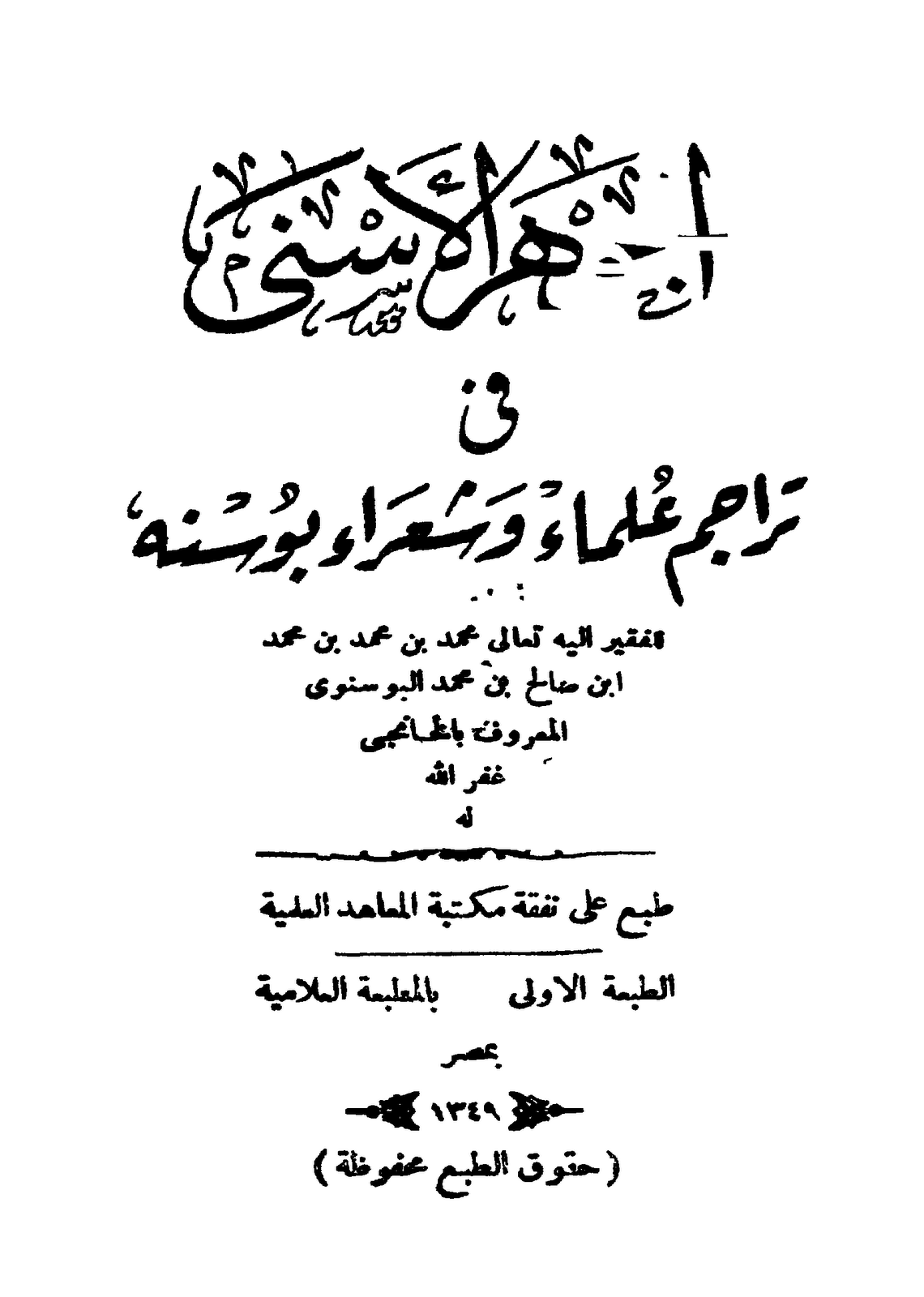
غلاف كتاب «الجوهر الأسنى» - الطبعة الأولى - المطبعة العلامية بمصر - 1349 هـ

### تأليف
- الجوهر الأسنى في تراجم علماء وشعراء بوسنة - تحقيق: عبد الفتاح محمد الحلو - القاهرة 1992م.
- مجمع البحار في تاريخ العلوم والأسفار (مخطوط بمكتبة غازي خسرو بك)
- رسالة الحق الصحيح في إثبات نزول سيدنا المسيح.

### تحقيق
- «حياة الأنبياء في قبورهم» لأحمد بن حسين البيهقي - القاهرة 1349 هـ - 1930 م.
- «الكلم الطيب من أذكار النبي» لابن تيمية - القاهرة 1349 هـ - 1930 م.

### ترجمة
ترجم عددًا من المؤلفات للغة البوسنوية، منها:
- «نظم العلماء إلى خاتم الأنبياء» لحسن كافي آقحصاري - سراييفو 1935 م.
- «روضات الجنات في أصول الاعتقادات» لحسن كافي آقحصاري - سراييفو 1943 م.
- «رسالة في الخوف من الموت» لابن سينا.
- «محاضرات الأوائل ومسامرة الأواخر» لعلي ده ده علاء الدين بن مصطفى الموستاري البوسنوي.